# 蝌蚪特鯰
蝌蚪特鯰，為輻鰭魚綱鯰形目項鰭鯰科的其中一種，為熱帶淡水魚類，分布於南美洲亞馬遜河上游流域，體長可達4.2公分，棲息在底層水域，生活習性不明。

## 扩展阅读
維基物種上的相關：蝌蚪特鯰